# 27279 Boburan
27279 Boburan è un asteroide della fascia principale. Scoperto nel 2000, presenta un'orbita caratterizzata da un semiasse maggiore pari a 2,4550337 UA e da un'eccentricità di 0,1231288, inclinata di 3,47744° rispetto all'eclittica.